# Parobisium hesperum
Parobisium hesperum är en spindeldjursart som först beskrevs av Chamberlin 1930.  Parobisium hesperum ingår i släktet Parobisium och familjen helplåtklokrypare. Inga underarter finns listade i Catalogue of Life.